# Johann Carl Rahsskopff
Johann Carl Rahsskopff (* 18. August 1806 in Molsheim/Pfalz; † 20. Dezember 1886 in Koblenz) war ein deutscher Uhrmacher und Mechaniker.

## Leben
Johann Carl Rahsskopff beschäftigte sich mit der Konstruktion von außergewöhnlichen Turm-, Wand- und Tischuhren mit heliokoider Verzahnung (Schneckenverzahnung). Sein Name steht für den Bau einer speziellen Turmuhren-Hemmung in Abwandlung der bekannten Hemmung von Brocot. 1849 erfolgte die Patentierung eines Manometers. Eine Ausstellung seiner Produkte erfolgte auf regionalen Gewerbeausstellungen der Jahre 1844, 1852 und 1854.
1855 folgte die Teilnahme an der Weltausstellung in Paris.
Rahsskopff lieferte von ihm gebaute Uhren auf Schloss Stolzenfels bei Koblenz für den Preußischen König. Aufgrund seiner Leistungen wurde er zum "Königlichen Hof-Uhrmacher und Mechaniker" in Coblenz (Koblenz) ernannt.